# Nordpolsekspeditioner
Ved nordpolsekspeditioner forstås de ekspeditioner, der havde til formål at nå nordpolen.

## Oldtiden
Oldtidens grækere og romere vidste intet om polarhavet. Herodot anfører, at det eneste sikre er, at rav og tin kommer fra den længst bortliggende del af verden. Strabo (født omtrent 63 f.Kr.) slutter sin Iberia med at fortælle om de patriotiske fønikiske skippere, som hellere lod et skib løbe på land, end de fortalte romerne om den så længe søgte vej til disse kyster, hvilken vej romerne dog selv havde fundet. Pytheas fra Massalia (Marseille), der levede på Alexander den Stores tid (omtrent 330 f.Kr.), havde nået nordspidsen af Britannien og måske Danmarks vestkyst. Hans beretning om øen Thule nord derfor, hvor dagene skulle have en længde af 24 timer ved sommersolhverv, bærer øjensynlig præg af andenhånds efterretninger. Da romerne havde erobret Gallien og fået fodfæste i Britannien, udvidedes horisonten lidt efter lidt. En romersk flåde omsejlede Britannien. Orkney-øerne blev erobrede, og man kunne på afstand skimte Thule (det vil sige: Shetlands-øerne). Efterhånden knyttedes til dette navn forestillingen om det fjerneste kendte land mod nord.

## Vikingetid og middelalder
For imidlertid at indføre i folkenes bevidsthed en verden, hvis grænser var is, måtte forskningen udvides til polarkredsen selv. Dette var forbeholdt nordboerne, som allerede i den forhistoriske tid havde overskredet denne grænse, idet nybyggere havde taget land endog helt op mod nordspidsen af Norge i det såkaldte Hålogaland, hvis klima var mildnet af Golfstrømmen. Allerede dengang var folkestammer af forskellig slags blevne pressede op andre steder mod nordpolarhavets kyster, hvor de havde omformet deres levevis efter den hårde natur. På denne måde opstod de eskimoiske folkeslag, som bebor Asiens og Nordamerikas kyster. Hunden var deres trofaste ledsager, og et og andet sted havde de tæmmet rensdyret, de opfandt kajak og konebåd og kunne nu dristig færdes langs ishavets kyster. Mens Grønland allerede var blevet betrådt af disse folk, lå Færøerne og Island øde og mennesketomme. I det nordligste Skandinavien boede lapperne, som nordboerne kaldte "finner". Først i det 9. århundrede omsejlede en nordmand, Ottar fra Hålogaland, Skandinaviens nordspids og nåede Hvidehavet (Gandviken). Han kan anses for den første kendte ishavsfarer.
Just denne periode var en urolig tid i Europa. To folkeslag gik i spidsen for erobringer og kultur, araberne i syd og de nordiske vikinger i nord. Vikingetogene tog deres begyndelse til Skotland og Irland fra Vestnorge kort før 800. Færøerne opdagedes, men her var irske eneboere allerede komne dem i forkøbet. Det samme var tilfældet på Island, hvor bebyggelsen begyndte 874. Grønland opdagedes og koloniseredes i 985, og få år efter, år 1000, opdagedes Nordamerika (Vinland). Fra Østerbygden og Vesterbygden, de to kolonier i Grønland, gjorde nordboere lange rejser mod nord, således besøgte de allerede 1135 72° 55′ n. br., hvor man har fundet en lille runesten til minde herom, og 1266 udrustedes et skib til Kroksfjardarheidi (Kroksfjordisheden) på Nordgrønlands vestkyst. Allerede ved år 1100 var grønlandske sæl- eller hvalfangere stødt sammen med eskimoerne i Nordrsetur eller det nordlige Grønland. Grønlands østkyst til i højde med Islands nordlige del var også kendt; her lå Gunbjörnskærene, der meget tidlig var sete. Imidlertid tabtes forbindelsen med Grønland inden begyndelsen af det 15. århundrede, nordbokolonien ødelagdes, og eskimoerne, der stadig var rykkede syd på i dette land, ned langs vestkysten (og tillige nord om Grønland ned langs østkysten), blev en tid enerådende. Det var således nordboerne, der havde åbnet døren til polarlandene, men denne var atter blevet lukket halvt i, da forbindelsen med Grønland tabtes.
Forinden dette skete, havde kong Christian 1. af Danmark udsendt en polarekspedition med nordmanden Jon Skolp som leder, og som nåede Labrador i 1476, altså forinden Columbus opdagede Amerika. Frisere, portugisere og baskere havde fulgt efter nordboerne op i havene mod nord for at drive fiskeri og hvalfangst, men ved slutningen af det 15. århundrede hørte disse farter en tid op. I Columbus’ "opdagelse" af Amerika i 1492 lå kimen til de vestlige Indienfarter, men tillige spiren til de nordlige polarfarter. Columbus havde ønsket at finde "Orienten gennem Occidenten", med andre ord: Asien i vestlig retning.

## De store opdagelsers tid
En skelsættende begivenhed i arktiske udforskning fandt sted i 1409, da Ptolemæus' Geographia blev oversat til latin, og dermed indførte begreberne bredde- og længdegrad i Vesteuropa Navigatører blev nu bedre i stand til at kortlægge deres positioner, og i Europa indledtes et kapløb til Kina, udløst af den interesse som skrifter af Marco Polo havde vakt. Blot to år efter, at Columbus havde nået Amerika, blev i 1494 indgået traktaten i Tordesillas, som med pavens velsignelse delte Atlanterhavet mellem Spanien og Portugal. Tvunget af denne aftale til at søge andre veje til Orienten begyndte rivaliserende lande som England og Nederlandene at overveje den nordlige rute over toppen af kloden.
Medvirkende til disse forsøg på at finde nye sejlruter mod nord til Asien var to bøger: Inventio Fortunata, et tabt værk, der sagdes at være en beskrivelse af rejser i Nordatlanten af en ukendt munk, som kendes i et resumé skrevet af Jacobus Cnoyen men kun findes i et brev fra Gerardus Mercator, om rejser så langt som Nordpolen og et senere meget omstridt værk med påstand om, at to brødre fra Venedig, Niccolo og Antonio Zeno, angiveligt skulle havde lavet et kort over deres vej i polhavet, som blev udgivet af deres efterkommere i 1558. Begge værker bragte forestillingen frem, at der i polarhavet fandtes isfrie passager - endda over nordpolen - som ville kunne forkorte rejsen til Asien betydeligt i forhold til den kendte vej syd om Afrika. Der blev da også sendt ekspeditioner ud for at lede efter de isfrie sejlruter, men forgæves. Disse ekspeditioner førte til nye ekspeditioner, som ikke skulle gå direkte over nordpolen men i en noget sydligere bane (henholdsvis nordvestpassagen og nordøstpassagen), hvorimod rejser til nordpolen gled i baggrunden.

## De første ekspeditioner
Det var først hen imod slutningen af 1800-tallet, at egentlige polarekspeditioner blev foretaget dels af videnskabelige og kortlægningsmæssige hensyn, dels som en kappestrid om æren for at have været den første som havde nået nordpolen.

### Jeannette-ekspeditionen ogFram-ekspeditionen
Den første ekspedition, der havde til formål at nå nordpolen, var Jeannette-ekspeditionen, som 1879 udgik gennem Beringstrædet, men i 1881 forulykkede den ved De nysibiriske øer, og 3 år efter fandt man efterladenskaber fra samme på en isflage ved Grønlands sydvestkyst. De måtte antages at være drevet med polarstrømmen — måske over nordpolen — og ned langs Grønlands østkyst. Dette fund gav stødet til nordmanden Fridtjof Nansen’s polarfærd. Han havde i 1888—1889 gennemkrydset Grønlands indlandsis og gik nu 1893 ud med Fram (kaptajn Otto Sverdrup) langs den sibiriske ishavskyst til De nysibiriske øer, hvor han lod Fram fryse inde i isen for, at skibet kunne drive med denne over polen. Driften skete som beregnet mod vest. Den 14. marts 1895 forlod Nansen, ledsaget af Johansen, Fram på 84° 4′ n. br. og 102 1/2° ø. l. og nåede med slæder forbi 86° 4′ n. br., vendte om og overvintrede på Frantz Josefs Land. Her traf de næste sommer englænderen Jackson’s ekspedition og vendte tilbage til Norge den 13. august 1896. Fram kom den 20. august, efter at have nået 85° 27′ under sin drift. Nansen-ekspeditionen havde intet nyt polarland opdaget, men konstateret tilstedeværelsen af et dybt polarhav.

### Robert Pearys tidlige ekspeditioner
1891 begyndte Smith Sund igen at blive skuepladsen for en række handlinger, som amerikaneren Robert E. Peary iværksatte i disse egne. 1886 havde han med den danske handelsassistent Maigaard foretaget en vandring på indlandsisen fra Ritenbenk. På hans anden rejse 1891—92 lykkedes det ham, ledsaget af nordmanden Eyvind Astrup, på ski fra Smith Sunds indløb i Maccormick-bugten at nå nordpartiet af Grønland på 82° n. br., under en 1.200 engelske mil lang vandring hen og hjem over indlandsisen. På en tredje ekspedition, som varede i 25 måneder (1893—95), gik Peary med to ledsagere atter over isen til Grønlands nordspids. Ingen af disse tidlige rejser havde således nordpolen som mål men må opfattes som forberedelser til de senere forsøg. Først på sin sjette rejse i 1898 forsøgte Peary at nå frem til nordpolen.
Robert E. Peary forlod Amerika i damperen Windward. Skibet overvintrede ved Etah på vestkysten af Grønland, hvorfra Peary, ledsaget af mulatten Matt Henson, som allerede havde ledsaget ham på flere ekspeditioner, samt nogle eskimoer, foretog udstrakte slæderejser på Grinnell- og Grant-Land, indtil Greely’s overvintringssted "Fort Conger" (81° 44′ n. br.). Skønt han på denne slæderejse led frygtelig af kulde — ja for stedse blev invalid på fødderne, idet flere af tæerne frøs af — gav han dog ikke tabt, men overvintrede for anden gang ved Port Foulke (78° 17′ n. br.), Hayes gamle overvintringssted. Da han var kommen sig noget, begyndte han med Henson og 5 eskimoer et fremstød mod nordpolen langs Grønlands nordvestkyst. På 83° 39′ ved Kap Bridgman nåedes 13. maj 1900 det nordligste punkt af Peary Land. Her bøjede kysten mod sydøst. Peary gik nu et kort stykke videre frem over polarisen til 83° 50′. Han havde dermed slået Lockwood’s rekord fra 1882 (83° 24′), men nu måtte han den 16. maj vende om for åbent vand i polarisen. Peary gik derpå ned langs Peary-Landets nordøstside til 82° 59′, hvor han den 22. maj 1900 nedlagde en beretning i en varde, hvilken 6 år efter blev funden og hjembragt af kaptajn J.P. Koch, som sammen med maler Berthelsen og eskimoen Tobias Gabrielsen nåede dette punkt den 12. maj 1907 — udsendt fra "Danmark-ekspeditionen". Peary vendte tilbage rundt om Peary-Landets nordkyst til Grant Land, hvor han overvintrede ved "Fort Conger".
I 1901 forsøgte han atter at gå frem mod nordpolen, men forholdene tillod ham på en første tur ikke at nå længere end til Lincoln Bay, der kun ligger 10 dagsrejser fra "Fort Conger". Endnu en gang gik han fremad under den største møje, og den 21. april 1902 nåede han med Henson og 4 eskimoer i følge 84° 17′, hvor de måtte vende om. Den 8. Aug. kom Windward op i Smith-Sund og tog straks hele ekspeditionen om bord for at bringe den hjem. Fire år havde Peary denne gang tilbragt i polarlandene uden at nå sit mål. Han følte sig skuffet og tænkte at opgive disse nordpolsrejser, men besindede sig.

### Andrées ballonfærd
Samtidig med, at Nansen vendte hjem, var en ny eventyrlig nordpolsekspedition under udrustning. Svenskeren Andrée havde fattet den dristige plan at søge at nå nordpolen i ballon. 1896 opholdt han sig ved Virgo Havn på Spitsbergen for at foretage opstigningen, men der var ingen gunstig vind. Han kom da året efter igen, og den 11. juli 1897 gik han og to Ledsagere Strindberg og Frænkel med Ørnen nord på. Efter de modtagne brevduer og efter fund af bøjer fra ekspeditionen må den antages at være forulykket øst for Frants Josef’s Land en 10 à 12 dage efter opstigningen. Hans eftersøgning afstedkom adskillige ekspeditioner, til Sibirien (Stadling, Frænkel og Nilsson), til De nysibiriske øer (Bredts), til Spitsbergen og Frants Josef’s Land (Nathorst og Kjeldsen), til Grønlands østkyst (Nathorst) og så fremdeles.

### Wellmanns mislykkede forsøg
Den tysk-amerikanske journalist Walter Wellmanns forsøg på at nå nordpolen fra Spitsbergen var komplet mislykket 1894. Et andet Forsøg, som han gjorde sammen med meteorologen E.B. Baldwin 1898—1899 fra Frants Josef’s Land, mislykkedes ligeledes.

### Italiensk ekspedition
Nansen’s og Johansen’s vandring på isen havde vist, at sommertiden var meget vanskelig. Den næste ekspedition valgte derfor at gå om vinteren, når isdækket var frosset. Den italienske nordpolsekspedition under hertugen af Abruzzerne på "Stella Polare", der bestod af italiensk og norsk mandskab, overvintrede 1899—1900 i Teplitz Bay (81° 56′ n. br.) på Frants Josef’s Land, hvorfra Cagni på en 105 dages vandring i marts 1900 nåede 86° 33′, hvilket indtil da var den højest nåede bredde på kloden, og 56′ længere nord på end Fridtjof Nansen.

### Baldwins forsøg
Nu blev amerikanerne ivrige og udrustede en polarekspedition. I 1901 afrejste Baldwin på ny til Frants Josef’s Land med den i alle retninger glimrende udrustede damper Amerika, hvilken den amerikanske millionær Ziegler havde stillet til hans rådighed. Om bord var en vældig skare af mennesker, men året efter vendte ekspeditionen tilbage med fuldkommen uforrettet sag. Stridigheder mellem Baldwin og den norske skibschef var anledningen hertil. Ziegler sendte nu 1903 en lige så godt udrustet ekspedition af sted, udelukkende med amerikansk mandskab og med A. Fiala som leder. Den havde samme mål som den forrige ekspedition. Amerika måtte kæmpe med svære ishindringer, men nåede dog Teplitz Bay, den nordligste havn på Frants Josef’s Land, hvor den overvintrede sammesteds, som hertugen af Abruzzerne havde ligget. Isen skruede her skibet ned, og slæderejsen mod nordpolen glippede på grund af isens frygtelige beskaffenhed og åbent vand. De medbragte 30 heste døde næsten alle. Ekspeditionen måtte anden gang overvintre og levede af jagt, fiskeri og de fra tidligere ekspeditioner efterladte depoter. Slædeekspeditionen i foråret 1905 glippede på ny, og hjælpeskibet Terra Nova (kaptajn Johan Kjeldsen) kom hen på sommeren og førte den uheldige ekspedition hjem. Ziegler var i mellemtiden død. Et depot var 1905 bleven udlagt på Grønlands østkyst til eventuel brug for ekspeditionen af en norsk sælfanger.

### Wellmanns nye forsøg
Vejen til nordpolen havde vist sig yderst vanskelig, og skønt det Andrée’ske eksperiment tilvisse ikke var opmuntrende, besluttede amerikanerne, som var bleven betagne af en brændende iver for at plante stjernebanneret på nordpolen, at gentage det svenske forsøg, som jo endte så ulykkeligt. Luftskibenes periode syntes at være kommen, navnlig efter at Graf Zeppelin havde konstrueret sine store styrbare motorluftskibe, som kunne gå imod vinden, og man mente heri at have fundet et middel til at nå nordpolen ad luftvejen. Den første, som agtede at forsøge sig på denne måde, blev nu amerikaneren Wellmann, som 1894 havde gjort det mislykkede forsøg på at gå mod polen. Han drog i 1906 på ny til Spitsbergen for at starte fra "Danskøen" på nordvestkysten af Vest Spitsbergen, men man var endnu ikke kommen så vidt, at det styrbare luftskib kunne tilfredsstille de fordringer, der måtte stilles til det under sådanne forhold, og Wellmann var næppe heller manden til at gå i spidsen. I 1906 havde han forberedt alt til opstigning fra "Danskøen", men da der viste sig fejl ved luftfartøjet, opsatte han færden til 1907, men heller ikke dette år kom han af sted. Den 2. september gik han op i ugunstigt vejr, men det hidtil uprøvede luftskib styrtede ned, som det var gået op, og forsøget blev opgivet. I 1909 var Wellmann atter deroppe, men efter en kort fart, på hvilken han mistede det ene slæbetov, opgaves luftfærden helt. Wellmann gjorde senere et lige så mislykket forsøg på at flyve over Atlanterhavet. Luftskibet forliste i havet, men han og passagererne blev reddet.

### Pearys syvende ekspedition
Peary havde ikke givet tabt, og 1905 sejlede han ud for syvende gang på det fortrinlig indrettede og udrustede Skib Roosevelt (kaptajn Robert Bartlett), som blev bygget til ham, og atter op gennem Smith-Sund. Isforholdene var dette år ualmindeligt gunstige, og skibet nåede helt op til nordkysten af Grant Land, hvor det gik i vinterhavn ved Kap Sheridan på 82° 30′ n. br., og hvorfra der udlagdes depoter til den kommende slæderejse mod nordpolen, hvilken blev tiltrådt i februar måned 1906. Atter denne gang ledsagedes Peary af Henson. På grund af åbent vand, drift med isen og storm blev denne rejse overordentlig anstrengende og farefuld, men ekspeditionen nåede dog 87° 6′ n. br., eller 33 min. længere frem mod målet, end italieneren Cagni var nået fra Frants Josef’s Land 1900. Hjemrejsen var præget af uendelige strabadser. Dog bjergede de kække mænd ikke blot sig selv, men de reddede også livet på en af de understøttelsesekspeditioner, som var udsendte fra skibet. 116 dage efter, at dette var blevet forladt, nåede man tilbage. Efter at have hvilet sig en uge brød Peary nu op på en slæderejse langs nordkysten af Grant Land i vestlig retning. På denne rejse mente han at have set nyt land (det såkaldte Crockerland) i det fjerne omtrent på den 83. breddegrad og den 102. længdegrad. Efter hjemkomsten til Roosevelt gik ekspeditionen hjem til Amerika, idet skibet brød sig vej gennem det isfyldte farvand mellem Grønland og Grant-Land.

### Pearys sidste ekspedition
Endelig udrustede Peary sin ottende ekspedition. Dampskibet Roosevelt (kaptajn Bartlett) var atter stillet til hans rådighed, og den 6. juni 1908 afgik skibet fra New York. Der efter anløbtes Kap York og Etah. Her afventedes hjælpedamperen Erik, som den 10. august kom med kulbeholdninger og andre forsyninger. En del oplagdes på stedet, resten toges om bord i Roosevelt, og Peary gik nu videre nord på med dette skib. Den 1. september nåedes Peary’s vinterhavn fra 1905 til 1906 ved Kap Sheridan, hvor der nu igen overvintredes. På talrige jagtekspeditioner ind i landet samledes forråd til slæderejsen mod nordpolen, hvilken tiltrådtes den 15. februar 1909, idet Peary gik langs kysten til Kap Columbia (83° 7′) på nordspidsen af Grant-Land, hvorfra slæderejsen over polarhavet begyndte. 7 hvide, 17 eskimoer, 133 hunde og 19 slæder dannede til at begynde med ekspeditionen, men efterhånden sendtes de tilbage, hold efter hold. Kaptajn Bartlett fx på 88° n. br. I øvrigt havde ekspeditionen straks været opholdt af åbent vande i 9 dage, og siden arbejdede man sig fremad under store anstrengelser. Den 28. marts passeredes den på forrige rejse nåede højeste breddegrad, og nu fortnedes farten ganske enestående. Den 6. april 1909 kunne Peary endelig, kun ledsaget af mulatten Henson og 4 eskimoer, plante Stjernebanneret på den formodede nordpolen. Efter 30 timers ophold, der blandt andet benyttedes til, at Peary drog et stykke over samme, vendte ekspeditionen om, og under store savn og anstrengelser nåede man den 23. april tilbage til Kap Columbia og den 27. april igen Roosevelt. Først den 18. juli kom skibet løs af isen, og hjemrejsen tiltrådtes, idet Kap Sabine, Etah og Kap York anløbtes sidstnævnte den 26. august. Endelig den 5. september anløb Roosevelt Indian Harbour på Labrador-kysten, hvorfra verden fik meddelelse om, at Peary endelig havde nået nordpolen.
En af National geographical Society i Washington udnævnt kommission erklærede, i november 1909, at Peary fyldestgørende for den havde fremlagt beviser for, at han virkelig havde nået nordpolen. Allerede samtiden tvivlede dog på det, og senere studier af hans dagbøger har ligeledes rejst tvivl om dette.

### Hergesells forsøg
I årene 1908—14 forberedte tyskeren, professor Hergesell en nordpolsfærd med en zeppeliner. Alt var vel forberedt, men da 1. verdenskrig brød ud, måtte forsøget opgives.

### Sedows ekspedition
I 1912 udgik en større russisk ekspedition under løjtnant Seedow (Sedoff), som fra Frants Josef’s Land skulle gøre et fremstød mod nordpolen, men ekspeditionen var dårligt udrustet. Han overvintrede 1912—13 på vestkysten af Novaja Zemlja, hvorfra nogle af deltagerne vendte tilbage til Rusland. I september 1913 gik ekspeditionen videre til Frants Josef’s Land, hvor den overvintrede. Den 15. februar 1914 brød Ssedow, der var syg, med 2 ledsagere og 24 hunde op nord på på en slæderejse. Men da man nåede Frants Josef’s Lands nordkyst, døde ekspeditionslederen den 5. marts, og de ham ledsagende matroser vendte om. En redningsekspedition var udsendt i 1913; den vendte tilbage med ekspeditionsmedlemmerne.

### Schröder-Strantz' ekspedition
Ligeledes 1912 udgik en ekspedition under reserveløjtnant Schröder-Strantz til Spitsbergen med skibet Herzog Ernst på en nordpolsrejse. Skibet havde en betydelig ekspeditionsstyrke om bord og nåede den 22. august den tidligere gradmålingsekspeditions standplads på nordlandet, hvor sidstnævntes hus stod. Her blev skibet indesluttet af isen og forladt, kun tre norske søfolk blev om bord. Resten af de ombordværende begav sig syd på over land men brød øjensynligt fuldkommen sammen. Af 7 personer fandtes siden intet spor. En hjælpeekspedition, som blev udsendt, afhentede senere de tre norske søfolk og Herzog Ernst i 1913.

## Mellemkrigstiden

### Roald Amundsens forsøg
I 1925 gjorde Roald Amundsen et forsøg på at nå polpunktet med de to flyvebåde N-24 og N-25. Den 21. maj 1925 startede de to flyvebåde fra Ny-Ålesund på Svalbard. På N-25 var Hjalmar Riiser-Larsen pilot, Roald Amundsen navigatør, og Karl Feucht mekaniker. På N-24 var Leif Ragnar Dietrichson pilot, Lincoln Ellsworth navigatør og Oskar Omdal mekaniker. De landede på 87° 44' nord, men havde store vanskeligheder med at komme i lufta igen. N-24 var skadet og måtte efterlades. Først den 15. juni havde de fået lavet en provisorisk startbane på 500 meter på isen, fra hvilken de kunne lette med N-25 med alle seks mand om bord og komme helskindede tilbage til Spitsbergen.

### Byrds forsøg
Den 9. maj 1926 gjorde den amerikanske marineofficer Richard E. Byrd og piloten Floyd Bennett et forsøg på at flyve over nordpolen. Ved tilbagekomsten til Ny-Ålesund hævdede de at have været over polen, men de var ikke i stand til at præsentere navigationsdata som kunne bekræfte deres påstand. Senere granskning af deres dagbøger, rejsetiden, flyets hastighed og analyser af vejr- og vindforhold førte til, at blandt andre Bernt Balchen fremsatte betydelig tvivl om de virkelig nåede nordpolen. Ikke desto mindre skaffede flyvningen Byrd berømmelse og sikrede ham finansiel støtte for videre fremstød mod Sydpolen

### AmundsensNorge-ekspedition
På samme tid som Byrd gjorde Amundsen sit andet forsøg på at flyve over polpunktet, denne gang med luftskibet Norge. Luftskibet forlod Ny-Ålesund den 11. maj 1926 og passerede den geografiske nordpol næste dag kl 2.20 og fortsatte videre til Teller i Alaska. Luftskibet var tegnet og bygget af den italienske ingeniør Umberto Nobile. Nobile førte luftskibet fra Rom i Italien til Kings Bay, hvor Amundsen og den norske del af besætningen gik ombord, og så videre til Alaska. Norge havde en besætning på 16 personer. Sponsoren Lincoln Ellsworth var med som navigatør, Jakob Bjerknes var ekspeditionens meteorolog, og Oskar Omdal var mekaniker. Efter som alle de tre ekspeditioner, som tidligere hævdede at have nået polpunktet, er omdiskuterede, er det sandsynligt, at Amundsen ledede den første ekspedition, som nåede nordpolen. Udiskutabelt er det, at Amundsen og rormanden Oscar Wisting var de to første i verden, som nåede begge polpunkter.

## 1940-2000
Hvis man ser bort fra Pearys omdiskuterede rejse til polpunktet, kan de første, som satte sine ben på polpunktet, have været en sovjetisk gruppe. I følge forskellige kilder kan den første have været Pavel Gordiyenko (eller Geordiyenko) og tre eller fem ledsagere. Andre kilder hævder, at den første var Aleksandr Kuznetsov og 23 andre, som landede med et eller flere fly ved polpunktet den 23. april 1948.

### Fletchers og Benedicts pollanding
Den 3. maj 1952 landede de amerikanske officerer Joseph O. Fletcher og William P. Benedict, sammen med forskeren Albert P. Crary, et modificeret C-47 Skytrain på nordpolen. Enkelte kilder hævder, at det var denne gruppe, og ikke den sovjetiske, som var den første til at lande ved selve nordpolen.

### Nautilus'rejse
Den amerikanske ubåd USS Nautilus dykkede ned i Barrow Sea Valley den 1. august 1958, og den 3. august 1958, klokken 2315 (EDST) blev hun det første fartøj (neddykket eller på overfladen) som nåede den geografiske nordpol. Fra Nordpolen fortsatte Nautilus videre og efter 96 timer og 2.945 km (1.590 nmi) under isen, gik hun op til overfladen nordøst for Grønland efter at have gennemført den første vellykkede neddykkede rejse under pol-isen. Året efter, den 17. marts 1959 blev USS Skate (SSN-578) den første ubåd, som brød igennem isen ved polpunktet.

### Plaisteds, Pedersons, Pitzls og Bombardiers ekspedition
Den første ekspedition, som nåede polpunktet efter at have gået over isen, blev gjort af Ralph Plaisted, Walt Pederson, Gerry Pitzl og Jean Luc Bombardier, som rejste over isen med et bæltekøretøj og nåede polpunktet den 19. april 1968. United States Air Force bekræftede positionen.

### Krydsningen af polhavet
Den 6. april 1969 var Sir Wally Herbert og hans kompagnoner fra den britiske "Trans-Arctic Expedition" de første til å nå polpunktet til fods. Imidlertid havde gruppen hjælp af hundespand og forsyninger, som blev kastet ned fra fly. Efter at have været på selve polpunktet fortsatte de og gennemførte den første krydsning af polhavet fra Barrow, Alaska (nu: Utqiagvik) til Svalbard.

### Arktikas rejse
Det første overfladeskib, som nåede nordpolen, var den sovjetiske atomdrevne isbryder Arktika, som nåede polpunktet den 17. august 1977.

### Fiennes og Burtons ekspedition
I 1982 blev Ranulph Fiennes og Charles Burton de første til at krydse polhavet i en og samme sæson. De drog fra Cape Crozier, Ellesmere Island, den 17. februar 1982 med ski og snøscooter og ankom til nordpolen den 10. april 1982. Ekspeditionen til nordpolen var afslutningen på Fiennes og Burtons "Transglobe expedition" 1979-1982, som også inkluderede en tur til sydpolen.

### Ouslands, Randbys og Kagges ekspedition
8. marts-4. maj 1990 gik Børge Ousland sammen med Geir Randby og Erling Kagge over pol-isen fra Ellesmere Island til nordpolen uden hunde og uden at modtage forsyninger undervejs. Geir Randby skadede ryggen undervejs og blev hentet af et fly. I luftlinje er denne tur 800 km, en strækning som Ousland og Kagge gennemførte i løbet af 58 dage. Ingen havde tidligere gjort en sådan tur til nordpolen uden hunde, ekstra forsyninger eller hjælp udefra. Bjergningen af Randby førte imidlertid til anklager om, at ekspeditionen havde modtaget støtte udefra undervejs.
Børge Ouslands anden ekspedition til nordpolen startede fra Kapp Arktichesky i Nord-Sibirien den 2. marts 1994. Turen foregik denne gang alene og uden ekstra forsyninger og endte på polpunktet den 22. april 1994.

## Efter 2000
Siden årtusindskiftet har rejser til polpunktet enten været med helikopter, fly eller isbryder blevet ret almindelige. Polpunktet er også et eksotisk rejsemål og til en vis grad er turisme blevet mulig gennem særlige rejseselskaber.
I 2000 blev Rune Gjeldnes og Torry Larsen, to norske marinejægere, de første i verden til at krydse polhavet uden ekstra forsyninger. Turen gik fra Severnaja Semlja via den geografiske nordpol til Ward hunt Island. Turen blev dokumenteret ved tre dokumentarfilm på norsk TV 2 kaldt "Verdens verste skitur". Selv om der senere har været gennemført flere krydsninger af polhavet, er Rune Gjeldnes og Torry Larsen fortsat de eneste, som har gennemført turen uden ekstra forsyninger.
I 2001 blev Børge Ousland den første til at krydse polhavet alene. Efter få dages rejse fra Kapp Arktichesky, det nordligste punkt i Sibirien, måtte Ousland bytte pulk og måtte opgive betegnelsen "uden støtte udefra", men efter at have tilbagelagt en rejse på 82 dage nåede han endelig Ward hunt Island.
Den 29. maj 2002 blev svenskeren Tina Sjögren første kvinde i verden til at nå nordpolen på ski og uden hjælp af hunde. Den første kvinde nogensinde var Ann Bancroft, som kom til nordpolen ved hjælp af hunde i 1986. Tina Sjögrens tur blev gennemført sammen med ægtefællen Tom Sjögren.
I 2005 brød den amerikanske ubåd USS Charlotte igennem den 155 cm tykke is på nordpolen og tilbragte 18 timer der.
Fra den 20. januar til den 23. marts 2006 gik Børge Ousland sammen med Mike Horn fra Kapp Artichesky til nordpolen. De blev med dette de første som nogensinde har taget turen på ski i vintermørket.
24. april 2006 blev Cecilie Skog den første kvinde til at nå nordpolen fra fastlandet efter at have startet den 6. marts fra Ellesmere Island sammen med Rolf Bae og Per Henry Borch. Med denne tur blev hun også den første norske kvinde på nordpolen og den anden kvinde i verden (efter Tina Sjögren) til at have nået de "tre poler": Nordpolen, sydpolen og Mount Everest.
Sejlbåden Tara frøs fast i pakisen nord for Sibirien den 3. september 2006 og drev med isen på samme måde som Fridtjof Nansens Fram i 1893. I lighed med Nansen, nåede ekspeditionen ikke selve polpunktet. Men mens Fram brugte tre år på at passere polhavet, tilbagelagde Tara samme rejse på 507 dage og beviste, at isen nu bevæger sig hurtigere gennem polhavet end i Nansens tid.
I april 2007 stod den nederlandske performanceartist Guido van der Werve et døgn på polpunket. I løbet af disse 24 timer drejede han sig gradvis mod klokken, modsat jordrotationen.
I juli 2007 gennemførte den britiske langdistancesvømmer Lewis Gordon Pugh en svømmetur på 1km i en issprække på polpunket. Hensigten med den kolde svømmetur var at skabe opmærksomhed om den effekt, klimaændringerne har haft på issmeltingen i arktis.
En russisk ekspedition plantede det russiske flag på havbunden under nordpolen den 2. august 2007. En metalkapsel med det russiske flag blev lagt ned på 4.261 meters dyb i havet under polpunktet ved hjælp af miniubåden MIR. Et af hovedformålene med ekspeditionen var at understrege Ruslands krav på ressourcer i polområdet. Flere lande, blandt andre USA, Canada og Norge, bestrider nogen af russernes krav.